# 저넷 뒤르키에르
저넷 뒤르키에르(Jeanette Dyrkjær, 1963년 11월 26일 ~ 2011년 7월 29일)는 덴마크의 포르노 배우이다 저넷 스타리언(Jeanette Starion), 진 아프리크(Jean Afrique)라는 예명을 사용했으며 1983년에는 남성 잡지 펜트하우스가 선정한 올해의 밀리언 펫(Million Pet)에 선정되었다.